# Marble Hill – 225th Street (métro de New York)
Marble Hill – 225th Street, établie en aérien, est une station de passage de la ligne d'infrastructure IRT Broadway-Seventh Avenue Line du métro de New York. Elle est située au West 225th Street & Broadway, sur le quartier Marble Hill, dans l'arrondissement de Manhattan, de la ville de New York aux États-Unis.

## Situation sur le réseau

Plan du métro de New York (2009)

### Infrastructure
Établie en aérien, Marble Hill – 225th Street, est une station de la ligne d'infrastructure du métro IRT Broadway-Seventh Avenue Line. Elle est située entre la station 231st Street, en direction du terminus nord, et la station 238th Street, en direction du terminus sud.

### Service desserte
La station Marble Hill – 225th Street est la station de passage du service de desserte 1 du métro de New York : elle est située entre la station 231st Street, en direction du terminus nord Van Cortlandt Park – 242nd Street, et la station 238th Street, en direction du terminus sud South Ferry – Whitehall Street.

## Histoire
La station 225th Street est mise en service, comme terminus provisoire, le 14 janvier 1907 lors d'un prolongement de la ligne IRT d'origine. Elle devient une station de passage quelques jours plus tard, le 27 janvier, lors du prolongement de la ligne jusqu'à la station suivante ou est reconstruit la station terminus démontée de son ancien emplacement sur la 221e Street.

## Services aux voyageurs

### Desserte

installations et desserte
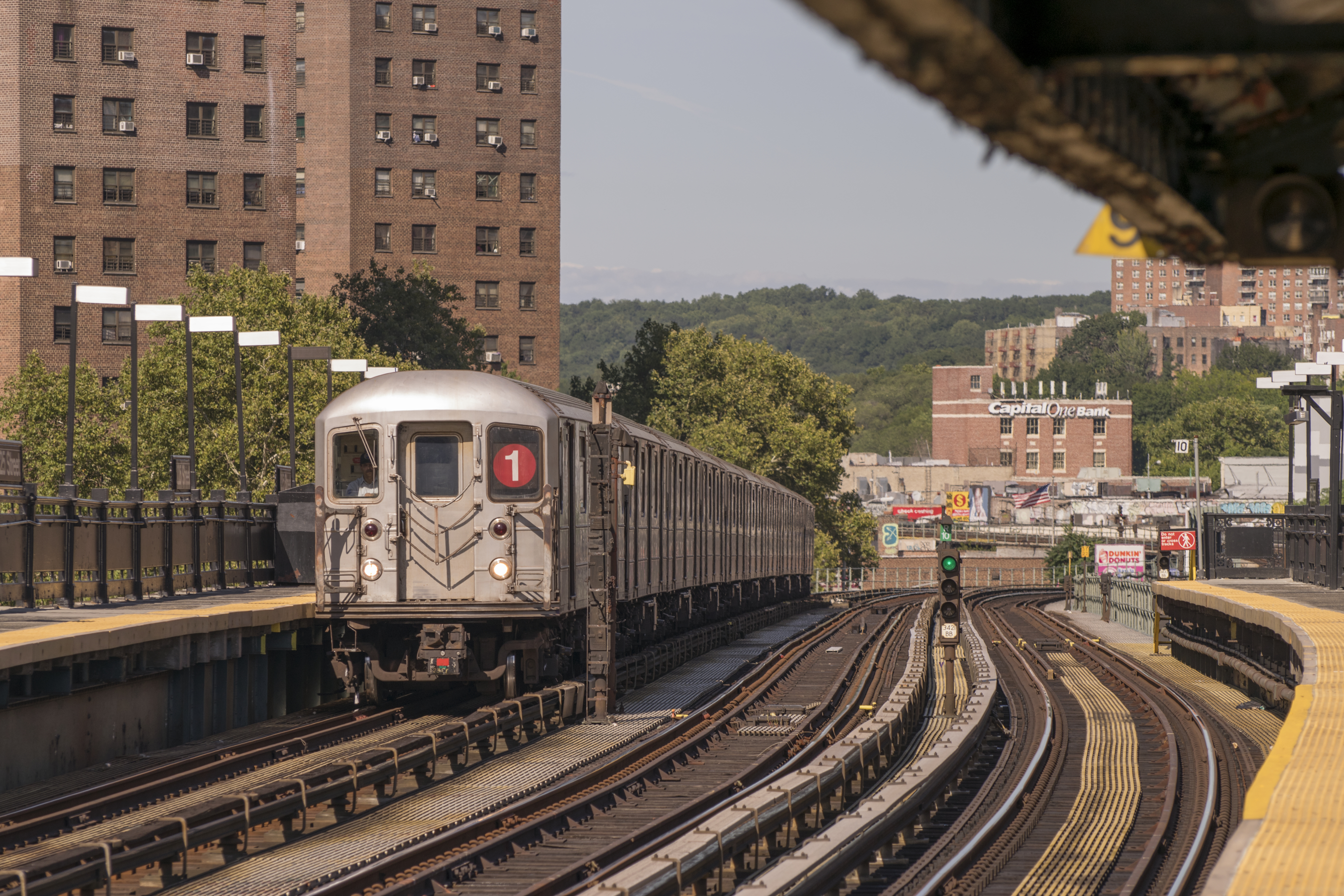
En 2014.
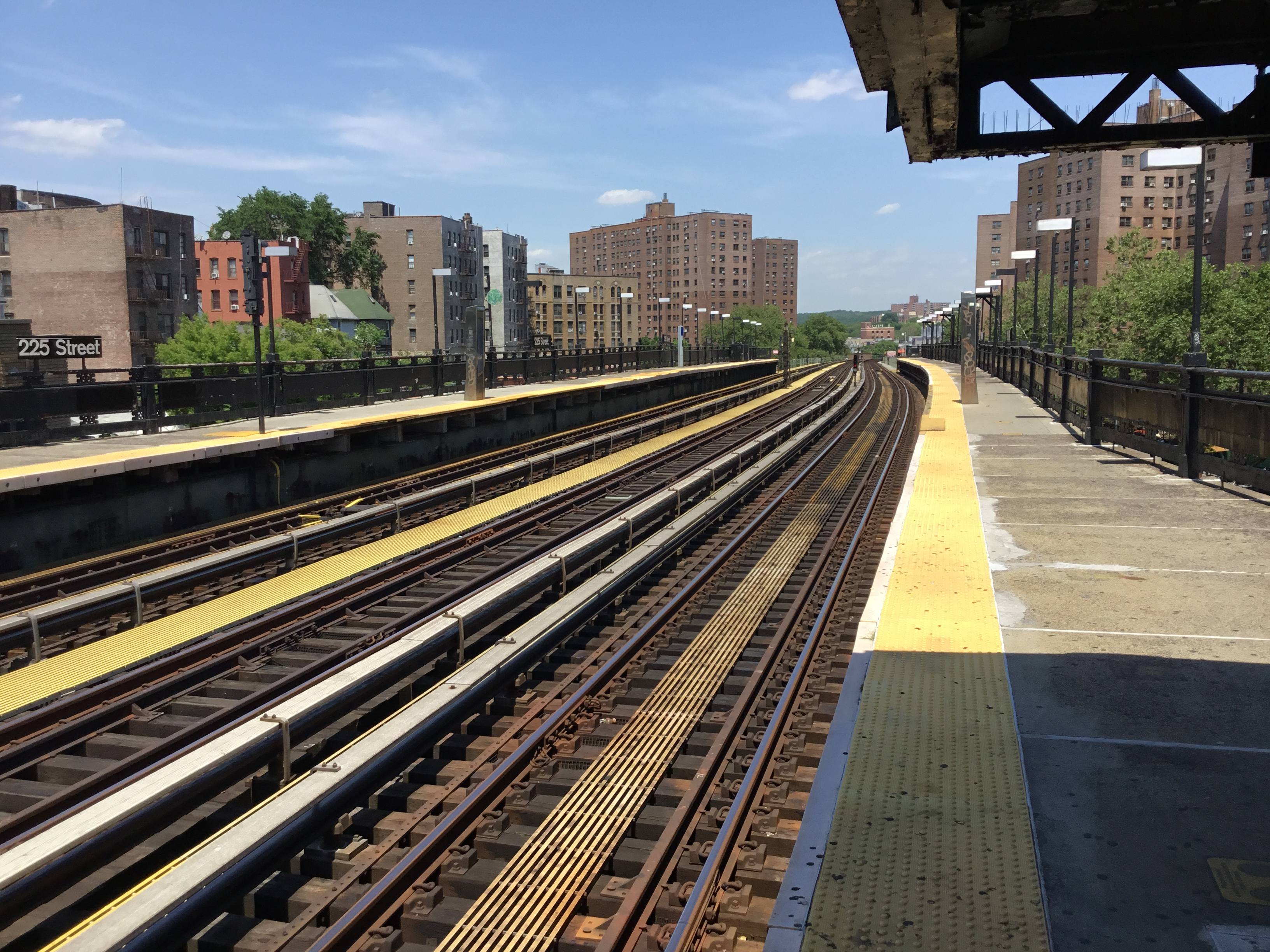
En 2022.
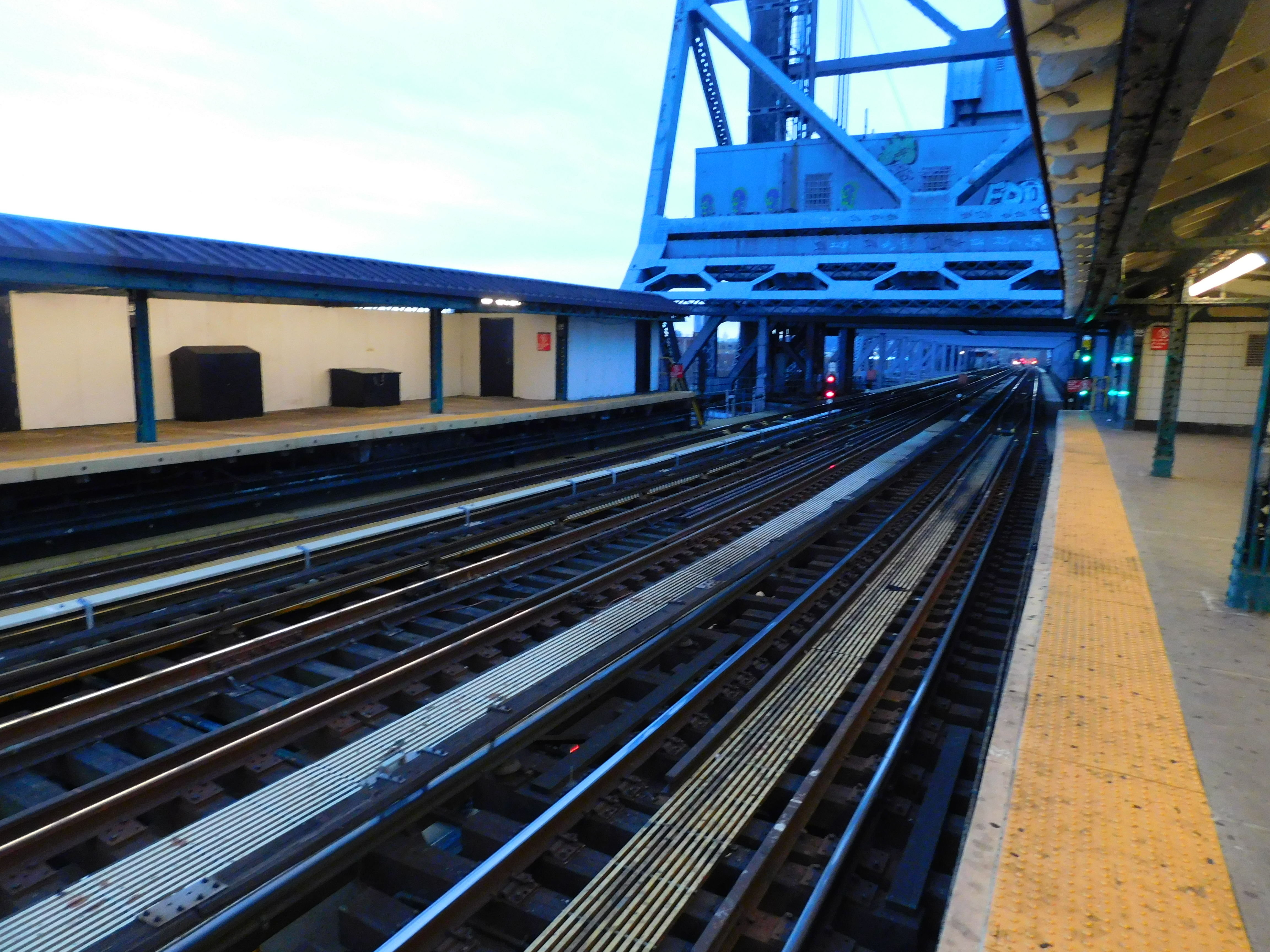
En 2016.